# National Bowl
National Bowl – miejsce rozrywki mieszczące się w Milton Keynes w Anglii w hrabstwie Buckinghamshire. Na National Bowl odbywają się koncerty znanych gwiazd rockowych oraz aukcje samochodowe.

## Lokalizacja
Obiekt mieści się w południowo-centralnej części Milton Keynes, na skrzyżowaniu Watling Street z Way Chaffron, na północ od Bletchey. Parking na miejscu jest bardzo ograniczony, dlatego mieszkańcy miasta są zachęcani do dojazdu na obiekt komunikacją miejską. Do Bowl można dostać się: rowerem, promem i autobusem.

## Historia obiektu
National Bowl zostało otwarte w 1979 roku przez Desmonda Dekkera i Geno Washingtona. W 1992 roku firma Sony zakupiła do National Bowl ogromną scenę dźwiękową. Jednak z powodu rentowności w 1996 roku scena została rozebrana. Obecnie firma Gaming International wykorzystuje National Bowl na podstawie konsorcjum.

## Elfield Park
Obecnie Gaming International posiada Elfield Park – wąski pas lądu z drugiej strony autostrady A5, pomiędzy tą autostradą a West Coast Main Line. W 2005 roku Anglia zakupiła na obiekcie miejsce dla wyścigowych chartów; nastąpiła z obiektu eksmisja żużlowych torów i klubu motorcross, który obiekt zakupił w 1985 r. (w latach 1966-1985 wyścigi chartów odbywały się w Ashland).

## Koncerty gwiazd na obiekcie (w kolejności alfabetycznej)
| - AC/DC (2001) - Angel City i Alice Cooper (2006) - Black Sabbath (2001) - Blazin’ Squad (1998) - Blue (1995) - Blur (1995) - Bon Jovi (1989, 1993, 1996, 2001 i 2006) - The Bravery (artyści supportujący: Linkin Park i Jay-Z) (2008) - Bruce Springsteen (1993) - Bryan Adams (1991) - Busted (2003) - Charlotte Church (2005) - Coal Chumber (1998) - The Cult (1986) - Chase & Status (2010) (artyści supportujący: The Prodigy i Pendulum) - David Bowie (1983) i (1990) - Deep Purple (2006) - Desmond Dekker (1979) - Diamond Head (1993) - Disturbed (2001) - Eminem (2003) - Enter Shikari (2008) i (2010) (w 2008 Entera Shikari supportowali Linkin Park i Jay-Z; w 2010 The Prodigy i Pendulum) - Erasure (1990) - Europe (1989) - Fear Factory (1998) - Foo Fighters (1998) i 2011; (w 2011 Foo Fighters supportowali Biffy Clyro, Jimmy Eat World i Death Cab for Cutie) - Gary Glitter (1984) - Genesis (z udziałem Petera Gabriela i Steve’a Hacketta) (1982) - Geno Washington (1979) - Green Day (2005) - Guns N’ Roses (1993) - Hard-Fi (jako support Green Day) (2005) | - Innerpartysystem (jako support Linkin Park i Jay-Z) (2008) - Ian van Dahl (2008) - Jamiroquai (1994) - Javine Hylton (2005) - Jay-Z (2008) - Jethro Tull (1986) - Jimmy Eat World (jako support Foo Fighters w 2006 i 2011 roku) - Journey (2006) - Linkin Park (2008) - Marillion (1984 i 1986) - Marilyn Manson (1999) - Mark Owen - McFly (2004 i 2005) - Metallica (1993 i 1999) - Megadeth (1993 i 2001) - Michael Jackson (1988) - Ministry (1999) - Festiwal Monsters of Rock (2006) - Natasha Bedingfield (2004) - Nazareth (1984) - Nickelback (2006) - Nigel Kennedy (1999) - N.E.R.D (jako support Linkin Park i Jay-Z) (2008) - Oasis (2005) - The Offspring (2001) - Ozzy Osbourne (1998) - Pantera (1998) - Papa Roach (2001) - Phixx - Pitchshifter (1998, 1999 i 2001) - Placebo (1999) - The Police (1980) - Pendulum (jako support Linkin Park i Jay-Z w 2008 oraz support dla The Prodigy w 2010) - The Prodigy (2010) - Queen (1982) - Queens of the Stone Age (2001) - Queensrÿche (2006) | - Ramones (1985) - Rachel Stevens (2005) - Raging Speedhorn (2001) - R.E.M. (1985 i 1995) - Robbie Williams (2001 i 2006) - Ronan Keating (2002 i 2003) - Squeeze (1980) - Simple Minds (1986 i 1991) - Simply Red (2003) - Slayer (1998) - Sleeper (1995; jako support dla R.E.M.) - Slipknot (2001) - Soulfly (1998 i 2001) - Status Quo) (1984) - The Stranglers (1988) - Swedish House Mafia (2012) - Take That (2006) - Taking Back Sunday (2005 i 2006) (jako support Green Day w 2005 - Ted Nugent (2006) - Terrovision (1999) - The Almighty (1993) - The Offspring (2001) - Therapy? (1998) - Thunder (2006) - Thin Lizzy (1981) - Three Days Grace (2008) - UB40 (1980 i 1994) - U2 (1995) - V - VS - ZZ Top (1991) - The 411 - 50 Cent |

## Nagrania koncertowe z obiektu
- Queen – w 2004 roku ukazało się w formacie DVD wydawnictwo Queen on Fire – Live at the Bowl z koncertem zespołu na obiekcie z 5 czerwca 1982 roku.
- Status Quo – w 1985 roku ukazało się na dwukasetowym wydawnictwie VHS wydawnictwo End of the Road Concert z finałowym koncertem tournée z obiektu.
- Green Day – ukazało się wydawnictwo z koncertem zespołu na obiekcie z 2005 roku. Grupa była supportowana przez zespoły Jimmy Eat World, Taking Back Sunday i Hard-Fi.
- Linkin Park – ukazało się wydawnictwo z koncertu na obiekcie w ramach tournée  promującego album Projekt Revolution. Supportami dla Linkin Park byli: Pendulum, N.E.R.D, Enter Shikari, The Bravery i Innerpartysystem.
- Prodigy – w 2010 ukazał się w formacie CD i DVD koncert grupy na obiekcie pod nazwą World’s On Fire